# Estación de Santa Cruz de Llodio
Santa Cruz de Llodio, antes llamada Cerámicas de Llodio, es un apeadero ferroviario situado en el municipio español de Llodio en la provincia de Álava, comunidad autónoma del País Vasco. Forma parte de la línea C-3 de Cercanías Bilbao operada por Renfe.

## Situación ferroviaria
La estación se encuentra en el punto kilométrico 226,2 de la línea férrea de Castejón a Bilbao por Logroño y Miranda de Ebro a 235 metros de altitud.

## Historia
La estación fue inaugurada el 1 de marzo de 1863 con la apertura del tramo Bilbao-Orduña de la línea férrea que pretendía unir Castejón con Bilbao. Las obras corrieron a cargo de la Compañía del Ferrocarril de Tudela a Bilbao creada en 1857. En 1865 la compañía se declaró en suspensión de pagos por no poder superar las dificultades económicas derivadas de la inversión realizada en la construcción de la línea y fue intervenida por el Banco de Bilbao.  En 1878, fue absorbida por Norte que mantuvo la titularidad de la estación hasta la nacionalización del ferrocarril en España en 1941 y la creación de RENFE.
Desde el 31 de diciembre de 2004 Renfe explota la línea mientras que Adif es la titular de las instalaciones ferroviarias.

## La estación
Se sitúa al sur del municipio. Aunque hoy es un simple apeadero en el pasado fue un importante cargadero primero de las tejas fabricadas por la empresa fundada por el marqués de Urquijo en 1903 y después para recibir los vagones cargados de piedra caliza y carbón que tenían como destino la empresa Aceros de Llodio.
El apeadero cuenta con dos vías y dos andenes laterales. Ambos están dotados con pequeños refugios. El cambio de uno a otro se realiza a nivel. 

## Servicios ferroviarios

### Cercanías
Los trenes de la línea C-3 de la red de Cercanías Bilbao que opera Renfe tienen parada en la estación. Entre semana la cadencia media de paso es de un tren cada veinte-treinta minutos, pasando los fines de semana a una media de un tren cada sesenta minutos. El trayecto Santa Cruz de Llodio - Bilbao Abando se cumple en algo menos de 30 minutos. Los trenes CIVIS de la línea no se detienen en la estación.
| procedencia/destino | < estación | Línea | estación > | destino/procedencia |
| ------------------- | ---------- | ----- | ---------- | ------------------- |
| Bilbao Abando       | Llodio     |       | Luyando    | Orduña              |